# Бутирська (станція метро)
55°48′48″ пн. ш. 37°36′10″ сх. д. / 55.81333° пн. ш. 37.60278° сх. д.
«Бути́рська» (рос. Бутырская) — станція Люблінсько-Дмитровської лінії Московського метрополітену. 
Відкрита 16 вересня 2016 .

## Розташування
Станція розташована на північному сході Бутирського району Москви, на Огородному проїзді поблизу платформи «Останкіно» Ленінградського напрямку Жовтневої залізниці. Має виходи на Огородний проїзд, вбудовані у підземні переходи: один на розі з вулицею Руставелі; другий біля прохідної Останкінського заводу бараночних виробів у бік проїзду Добролюбова.

## Технічна характеристика
Конструкція станції — пілонна, трисклепінна (глибина закладення — 60 м). Радіус центрального залу — 4,4 м. Ширина платформи — 19,1 м (з розкриттям 9 прорізів із кожного бічного залу), пілонів — 3 м, прорізів — 3 м.

## Колійний розвиток
Станція без колійного розвитку.

## Оздоблення
Архітектурний образ центрального залу вирішується чергується ритмом арок освітлених і неосвітлених і пластичним чергуванням водозахисної парасольки що виступає (в районі пілонів) і западає (в районі отворів). Освітлення створюється світильниками, розташованими на пілонах, які своїм дизайном гармонійно поєднуються з пластикою пілонів.
У бічних залах освітлення закарнізне. Між панелями розташовуються водовідвідні парасольки різного діаметра. Уздовж поздовжньої осі тунелю, яскраво освітлюючи пасажирську зону і роблячи сутінок у зоні поїздів. Колійна стіна оздоблена алюмінієвими панелями, що продовжують циліндричну поверхню склепіння з розташованими на ньому назвами станції та схемами лінії. Для оздоблення пілонів застосований саянський мармур рожевого відтінку.
Склепіння центрального і бічних залів станції, як і похилих ходів ескалаторів оздоблені панелями скловолокнистої водовідвідної декоративної парасольки.
На станції та в вестибюлях є система візуальної і тактильної інформації для пасажирів з вадами зору (світлові та контрастні смуги, фактурні покриття). В одному з вестибюлів знаходяться ліфти, на всіх сходових сходах — пандуси з не ковзким покриттям. Сходи оздоблені плитами з термообробленого граніту і накриті павільйонами.

## Пересадки
- Залізничну платформу Останкіно,
- лінія МЦД-3
- Автобуси: 126, 519, с532, 539, т29